# Canadá nos Jogos Olímpicos de Verão da Juventude de 2010
O Canadá participou dos Jogos Olímpicos de Verão da Juventude de 2010 em Cingapura. Com uma delegação composta de 60 atletas que competiram em 18 esportes, o país conquistou três ouros, uma prata e oito bronzes.

## Medalhistas
| Medalha | Nome                                                          | Esporte           | Evento                      | Data         |
| ------- | ------------------------------------------------------------- | ----------------- | --------------------------- | ------------ |
| Ouro    | Rachel Nicol                                                  | Natação           | 50 m peito feminino         | 16 de agosto |
| Ouro    | Dorothy Yeats                                                 | Luta              | Livre até 70 kg feminino    | 16 de agosto |
| Ouro    | Tera van Beilen                                               | Natação           | 100 m peito feminino        | 18 de agosto |
| Prata   | Tera van Beilen                                               | Natação           | 200 m peito feminino        | 20 de agosto |
| Bronze  | Melanie Phan                                                  | Taekwondo         | Até 49 kg feminino          | 15 de agosto |
| Bronze  | Alexandre Lyssov                                              | Esgrima           | Espada individual masculino | 16 de agosto |
| Bronze  | Jeremy Bagshaw                                                | Natação           | 200 m livre masculino       | 16 de agosto |
| Bronze  | Lauren Earp                                                   | Natação           | 100 m livre feminino        | 17 de agosto |
| Bronze  | Rachel Nicol                                                  | Natação           | 100 m peito feminino        | 18 de agosto |
| Bronze  | Lindsay Delmar Tera van Beilen Rachel Nicol Lauren Earp       | Natação           | 4x100 m livre feminino      | 19 de agosto |
| Bronze  | Stefan Bozalo                                                 | Taekwondo         | Mais de 73 kg masculino     | 19 de agosto |
| Bronze  | Katrina Cameron Melodie Omidi Angelika Reznik Victoria Reznik | Ginástica rítmica | Grupo geral                 | 25 de agosto |

## Atletismo
| Evento                         | Atleta            | Qualificação | Qualificação | Final     | Final        |
| Evento                         | Atleta            | Resultado    | Posição      | Resultado | Posição      |
| ------------------------------ | ----------------- | ------------ | ------------ | --------- | ------------ |
| 400 m com barreiras feminino   | Brittany Lewis    | 1:00.16      | 6º (3º q1)   | 59.86     | 4º (Final A) |
| 3000 m masculino               | Eamonn Kichuk     | 9:17.37      | 19º          | 9:25.90   | 7º (Final B) |
| 3000 m feminino                | Gabrielle Edwards | 10:18.59     | 12º          | 10:32.66  | 5º (Final B) |
| 200 m feminino                 | Isatu Fofanah     | 24.54        | 6º (2º q1)   | 24.42     | 6º (Final A) |
| 2000 m com obstáculos feminino | Katelyn Hayward   | 7:05.71      | 10º          | 1:04.34   | 5º (Final B) |
| 400 m feminino                 | Katherine Reid    | 54.54        | 5º (1º q3)   | 53.69     | 5º (Final A) |
| Salto em distância feminino    | Rachel Romu       | 5,50         | 14º          | 5,79      | 2º (Final B) |
| Arremesso de peso feminino     | Rayann Chin       | 12,06        | 13º          | 12,64     | 5º (Final B) |
| 100 m feminino                 | Shai-Anne Davis   | 12.46        | 13º (3º q2)  | 12.35     | 4º (Final B) |

## Badminton
| Evento            | Atleta     | Fase de grupos | Fase de grupos                               | Fase de grupos                             | Fase de grupos                           | Fase de grupos | Quartas-de-final | Semifinais  | Final       | Pos. final |
| Evento            | Atleta     | Grupo          | 1ª rodada                                    | 2ª rodada                                  | 3ª rodada                                | Pos.           | Quartas-de-final | Semifinais  | Final       | Pos. final |
| ----------------- | ---------- | -------------- | -------------------------------------------- | ------------------------------------------ | ---------------------------------------- | -------------- | ---------------- | ----------- | ----------- | ---------- |
| Simples masculino | Henry Pan  | B              | SUR Irfan Djabar V 2-1 (12-21, 23-21, 21-16) | JPN Kento Horiuchi D 0-2 (18-21, 10-21)    | INA Evert Sukamta D 0-2 (17-21, 13-21)   | 3º             | Não avançou      | Não avançou | Não avançou | --         |
| Simples feminino  | Tracy Wong | A              | MRI Kaye Foo Kune V 2-0 (21-17, 21-19)       | NED Josephine Wentholt D 0-2 (15-21, 8-21) | JPN Misaki Matsutomo D 0-2 (11-21, 9-21) | 3º             | Não avançou      | Não avançou | Não avançou | --         |

## Basquetebol
Feminino:
| Elenco                                                      | Preliminares                                                                                | Preliminares | Quartas-de-final     | Semifinais        | Disputa pelo bronze        | Pos. final |
| Elenco                                                      | Grupo A                                                                                     | Pos.         | Quartas-de-final     | Semifinais        | Disputa pelo bronze        | Pos. final |
| ----------------------------------------------------------- | ------------------------------------------------------------------------------------------- | ------------ | -------------------- | ----------------- | -------------------------- | ---------- |
| Dakota Whyte Kaylee Halvorson Kaylee Kilpatrick Tiye Traore | VAN Vanuatu V 27-12 CIV Costa do Marfim V 25-12 KOR Coreia do Sul V 20-6 RUS Rússia V 18-15 | 1º           | GER Alemanha V 33-15 | CHN China D 21-28 | USA Estados Unidos D 16-34 | 4º         |

## Canoagem
| Evento                  | Atleta               | Tomada de tempo | Tomada de tempo | 1ª rodada                                       | 2ª rodada (repescagem)                        | Oitavas-de-final                                | Quartas-de-final                           | Semi-finais                 | Final                          | Pos. final |
| Evento                  | Atleta               | Resultado       | Pos.            | Oponente Resultado                              | Oponente Resultado                            | Oponente Resultado                              | Oponente Resultado                         | Oponente Resultado          | Oponente Resultado             | Pos. final |
| ----------------------- | -------------------- | --------------- | --------------- | ----------------------------------------------- | --------------------------------------------- | ----------------------------------------------- | ------------------------------------------ | --------------------------- | ------------------------------ | ---------- |
| Velocidade C1 masculino | Hayden Daniels       | 3:33.76         | 15º             | CUB Osvaldo Sacerio Cardenas D 3:29.00 (bat. 1) | MDA Alexandru Tiganu D Não completou (rep. 1) | Não avançou                                     | Não avançou                                | Não avançou                 | Não avançou                    | --         |
| Slalom C1 masculino     | Hayden Daniels       | 1:45.96         | 3º              | KAZ Timofey Yemelyanov V 1:45.46 (bat. 3)       |                                               | CUB Osvaldo Sacerio Cardenas V 1:47.73 (bat. 3) | BRA Isaquias dos Santos V 1:47.60 (bat. 4) | GER Dennis Soeter D 1:48.94 | UKR Anatolii Melnyk D 1:46.77* | 4º         |
| Velocidade K1 feminino  | Jazmyne Denhollander | 2:59.49         | 20º             | HUN Ramona Farkasdi D 2:21.85 (bat. 1)          | POR Christina Pedroso D 2:15.21 (rep. 1)      | Não avançou                                     | Não avançou                                | Não avançou                 | Não avançou                    | --         |
| Slalom K1 feminino      | Jazmyne Denhollander | 1:41.03         | 5º              | RSA Kerry Segal V 1:43.47 (bat. 4)              |                                               | UKR Mariya Kichasova V 1:42.85 (bat. 7)         | CZE Pavlina Zasterova D 1:43.05 (bat. 4)   | Não avançou                 | Não avançou                    | 5º         |

* Disputa pelo bronze

## Ciclismo
| Equipe                    | Prova            | Corta-mato | Corta-mato | Contra-relógio | Contra-relógio | BMX  | BMX   | Estrada masculino[n1] | Pontos | Pos. final |
| Equipe                    | Prova            | Fem.       | Masc.      | Fem.           | Masc.          | Fem. | Masc. | Estrada masculino[n1] | Pontos | Pos. final |
| ------------------------- | ---------------- | ---------- | ---------- | -------------- | -------------- | ---- | ----- | --------------------- | ------ | ---------- |
| Equipes mistas combinadas | Kristina Laforge | 8          |            | 40             |                | 37   |       |                       | 370    | 19º        |
| Equipes mistas combinadas | Ryan Macdonald   |            |            |                | 20             |      |       | Não completou         | 370    | 19º        |
| Equipes mistas combinadas | Steven Creighton |            |            |                |                |      | 66    | Não completou         | 370    | 19º        |
| Equipes mistas combinadas | Steven Noble     |            | 64         |                |                |      |       | 72                    | 370    | 19º        |

↑  Na prova de estrada apenas a melhor pontuação foi considerada.

## Desportos aquáticos

### Natação

#### Feminino
| Evento                   | Atleta                                                  | Qualificação | Qualificação | Semifinais | Semifinais   | Final       | Final             |
| Evento                   | Atleta                                                  | Resultado    | Posição      | Resultado  | Posição      | Resultado   | Posição           |
| ------------------------ | ------------------------------------------------------- | ------------ | ------------ | ---------- | ------------ | ----------- | ----------------- |
| 50 m livre feminino      | Lauren Earp                                             | 26.96        | 13º (4º q8)  | 26.62      | 11º (6º sf2) | Não avançou | Não avançou       |
| 100 m livre feminino     | Lauren Earp                                             | 57.09        | 3º (1º q5)   | 56.79      | 4º (3º sf2)  | 56.59       | Medalha de bronze |
| 200 m livre feminino     | Lauren Earp                                             | 2:06.10      | 17º (5º q4)  |            |              | Não avançou | Não avançou       |
| 400 m livre feminino     | Lauren Earp                                             | 4:26.47      | 13º (6º q4)  |            |              | Não avançou | Não avançou       |
| 50 m borboleta feminino  | Lindsay Delmar                                          | 28.17        | 7º (1º q3)   | 28.02      | 8º (4º sf2)  | 27.54       | 5º                |
| 100 m borboleta feminino | Lindsay Delmar                                          | 1:00.69      | 1º (q5)      | 1:00.62    | 2º (2º sf2)  | 1:00.37     | 5º                |
| 200 m borboleta feminino | Lindsay Delmar                                          | 2:14.86      | 6º (4º q3)   |            |              | 2:15.01     | 7º                |
| 50 m peito feminino      | Rachel Nicol                                            | 32.16        | 1º (q3)      | 32.13      | 1º (sf2)     | 32.06       | Medalha de ouro   |
| 100 m peito feminino     | Rachel Nicol                                            | 1:09.87      | 1º (q5)      | 1:09.22    | 1º (sf2)     | 1:09.18     | Medalha de bronze |
| 200 m peito feminino     | Rachel Nicol                                            | 2:31.57      | 2º (1º q2)   |            |              | 2:29.87     | 4º                |
| 100 m peito feminino     | Tera van Beilen                                         | 1:11.24      | 4º (1º q4)   | 1:09.93    | 3º (2º sf1)  | 1:08.59     | Medalha de ouro   |
| 200 m peito feminino     | Tera van Beilen                                         | 2:32.20      | 4º (2º q2)   |            |              | 2:29.39     | Medalha de prata  |
| 4x100 m livre feminino   | Lindsay Delmar Lauren Earp Tera van Beilen Rachel Nicol | 3:54.33      | 3º (2º q2)   |            |              | 3:49.12     | Medalha de bronze |
| 4x100 m medley feminino  | Lindsay Delmar Lauren Earp Tera van Beilen Rachel Nicol | 4:17.94      | 5º (2º q2)   |            |              | 4:16.72     | 4º                |

#### Masculino
| Evento                    | Atleta                                                 | Qualificação | Qualificação | Semifinais  | Semifinais  | Final       | Final             |
| Evento                    | Atleta                                                 | Resultado    | Posição      | Resultado   | Posição     | Resultado   | Posição           |
| ------------------------- | ------------------------------------------------------ | ------------ | ------------ | ----------- | ----------- | ----------- | ----------------- |
| 200 m livre masculino     | Chad Bobrosky                                          | 1:51.36      | 4º (2º q4)   |             |             | 1:50.86     | 4º                |
| 400 m livre masculino     | Chad Bobrosky                                          | 3:55.51      | 3º (1º q2)   |             |             | 3:54.43     | 4º                |
| 200 m costas masculino    | Chad Bobrosky                                          | 2:06.51      | 10º (5º q2)  |             |             | Não avançou | Não avançou       |
| 100 m livre masculino     | Jeremy Bagshaw                                         | 52.54        | 26º (5º q4)  | Não avançou | Não avançou | Não avançou | Não avançou       |
| 200 m livre masculino     | Jeremy Bagshaw                                         | 1:51.42      | 5º (2º q5)   |             |             | 1:50.67     | Medalha de bronze |
| 400 m livre masculino     | Jeremy Bagshaw                                         | 3:53.81      | 1º (q3)      |             |             | 3:55.81     | 5º                |
| 200 m borboleta masculino | Kyle McIntee                                           | 2:01.93      | 4º (2º q3)   |             |             | 2:01.20     | 6º                |
| 100 m borboleta masculino | Thomas Jobin                                           | 56.80        | 20º (7º q4)  | Não avançou | Não avançou | Não avançou | Não avançou       |
| 200 m borboleta masculino | Thomas Jobin                                           | 2:04.72      | 12º (3º q1)  |             |             | Não avançou | Não avançou       |
| 4x100 m livre masculino   | Chad Bobroski Kyle McIntee Thomas Jobin Jeremy Bagshaw | 3:28.91      | 8º (5º q1)   |             |             | 3:28.68     | 8º                |
| 4x100 m medley masculino  | Chad Bobroski Kyle McIntee Thomas Jobin Jeremy Bagshaw | 3:58.65      | 12º (6º q1)  |             |             | Não avançou | Não avançou       |

#### Misto
| Evento               | Atleta                                                      | Qualificação | Qualificação | Semifinais | Semifinais | Final     | Final   |
| Evento               | Atleta                                                      | Resultado    | Posição      | Resultado  | Posição    | Resultado | Posição |
| -------------------- | ----------------------------------------------------------- | ------------ | ------------ | ---------- | ---------- | --------- | ------- |
| 4x100 m livre misto  | Chad Bobrosky Lauren Earp Lindsay Delmar Jeremy Bagshaw     | 3:36.80      | 2º (1º q2)   |            |            | 3:36.05   | 4º      |
| 4x100 m medley misto | Chad Bobrosky Lindsay Delmar Jeremy Bagshaw Tera van Beilen | 4:02.69      | 6º (3º q2)   |            |            | 4:02.22   | 5º      |

### Saltos ornamentais
| Evento                               | Atleta                | Elims. | Elims. | Final  | Final      |
| Evento                               | Atleta                | Pontos | Pos.   | Pontos | Pos. final |
| ------------------------------------ | --------------------- | ------ | ------ | ------ | ---------- |
| Trampolim 3 m individual masculino   | Marc Sabourin-Germain | 474.20 | 10º    | 506.50 | 10º        |
| Plataforma 10 m individual masculino | Marc Sabourin-Germain | 407.75 | 8º     | 433.05 | 8º         |
| Trampolim 3 m individual feminino    | Pamela Ware           | 411.45 | 3º     | 431.55 | 4º         |
| Plataforma 10 m individual feminino  | Pamela Ware           | 357.90 | 9º     | 373.05 | 8º         |

## Esgrima
| Evento                      | Atleta                  | Qualificação | Qualificação | Oitavas-de-final        | Quartas-de-final          | Semifinais                 | Final                       | Pos. final        |
| Evento                      | Atleta                  | Oponente Resultado | Pos.         | Oponente Resultado      | Oponente Resultado        | Oponente Resultado         | Oponente Resultado          | Pos. final        |
| --------------------------- | ----------------------- | --- | ------------ | ----------------------- | ------------------------- | -------------------------- | --------------------------- | ----------------- |
| Florete individual feminino | Alanna Goldie           | LIB Rita Abou Jaoude V 5-1 RUS Victoria Alexeeva V 5-3 USA Mona Shaito V 5-2 EGY Menatalla Daw V 5-0 SEN Mame Nado V 5-1 ITA Camilla Mancini V 5-2 | 1º           | Sem oponente            | CHN Wang Lianlian V 15-11 | ITA Camilla Mancini D 9-15 | HUN Dora Lupkovics D 10-15* | 4º                |
| Espada individual masculino | Alexandre Lyssov        | CRC Julian Godoy V 5-2 SIN Wei Hao Lim D 3-5 GER Nikolaus Bodoczi V 5-4 ROM Lucian Ciovica V 5-2 CZE Ondrej Novotny D 4-5 KOR Na Byeong-Hun V 5-3  | 4º           | CRC Julian Godoy V 15-3 | SIN Wei Hao Lim V 15-13   | ITA Marco Fichera D 6-15   | KOR Na Byeong-Hun V 15-13*  | Medalha de bronze |
| Sabre individual masculino  | Miguel Breault-Mallette | HUN Andras Szatmari D 1-5 USA Will Spear V 5-3 RUS Artur Okunev D 3-5 ITA Leonardo Affede D 2-5 KOR Song Jong-Hun V 5-3                            | 9º           | ROM Dragos Sirbu D 8-15 | Não avançou               | Não avançou                | Não avançou                 | 10º               |

| Evento         | Atleta                                                                   | Oitavas-de-final   | Quartas-de-final        | Semifinal               | Disputa pelo bronze           | Pos. final        |
| Evento         | Atleta                                                                   | Oponente Resultado | Oponente Resultado      | Oponente Resultado      | Oponente Resultado            | Pos. final        |
| -------------- | ------------------------------------------------------------------------ | ------------------ | ----------------------- | ----------------------- | ----------------------------- | ----------------- |
| Equipes mistas | Alanna Goldie e Alexandre Lyssov (como integrantes da equipe Américas 1) | Sem oponente       | Equipe Europa 3 V 30-28 | Equipe Europa 1 D 25-30 | Equipe Ásia-Oceania 1 V 30-24 | Medalha de bronze |

| Evento         | Atleta                                                          | Oitavas-de-final      | Quartas-de-final        | Classificação 5-8       | Disputa pelo 7º lugar         | Pos. final |
| Evento         | Atleta                                                          | Oponente Resultado    | Oponente Resultado      | Oponente Resultado      | Oponente Resultado            | Pos. final |
| -------------- | --------------------------------------------------------------- | --------------------- | ----------------------- | ----------------------- | ----------------------------- | ---------- |
| Equipes mistas | Miguel Breault-Mallette (como integrantes da equipe Américas 2) | Equipe África V 28-25 | Equipe Europa 1 D 17-30 | Equipe Europa 3 D 23-30 | Equipe Ásia-Oceania 2 V 28-27 | 7º         |

* Disputa pelo bronze

## Ginástica

### Ginástica artística
| Atleta            | Evento                       | Qualificação | Qualificação | Final por aparelhos | Final por aparelhos | Final individual geral | Final individual geral | Final individual geral | Final individual geral | Final individual geral | Final individual geral | Final individual geral | Final individual geral | Final individual geral | Final individual geral |
| Atleta            | Evento                       | Result.      | Pos.         | Result.             | Pos.                | Barras assimétricas    | Trave                  | Solo                   | Salto                  | Cavalo com alças       | Argolas                | Barras paralelas       | Barra fixa             | Total                  | Pos.                   |
| ----------------- | ---------------------------- | ------------ | ------------ | ------------------- | ------------------- | ---------------------- | ---------------------- | ---------------------- | ---------------------- | ---------------------- | ---------------------- | ---------------------- | ---------------------- | ---------------------- | ---------------------- |
| Madeline Gardiner | Salto feminino               | 13.750       | 8º           | 13.587              | 5º                  |                        |                        |                        |                        |                        |                        |                        |                        |                        |                        |
| Madeline Gardiner | Barras assimétricas feminino | 13.750       | 5º           | 9.900               | 8º                  |                        |                        |                        |                        |                        |                        |                        |                        |                        |                        |
| Madeline Gardiner | Trave feminino               | 13.700       | 7º           | Desistiu            | Desistiu            |                        |                        |                        |                        |                        |                        |                        |                        |                        |                        |
| Madeline Gardiner | Solo feminino                | 12.650       | 16º          | Não avançou         | Não avançou         |                        |                        |                        |                        |                        |                        |                        |                        |                        |                        |
| Madeline Gardiner | Individual geral feminino    | 53.850       | 8º           |                     |                     | 13.150                 | 12.100                 | 12.050                 | 13.800                 |                        |                        |                        |                        | 51.100                 | 13º                    |
| Robert Watson     | Solo masculino               | 13.850       | 12º          | Não avançou         | Não avançou         |                        |                        |                        |                        |                        |                        |                        |                        |                        |                        |
| Robert Watson     | Cavalo com alças masculino   | 12.900       | 24º          | Não avançou         | Não avançou         |                        |                        |                        |                        |                        |                        |                        |                        |                        |                        |
| Robert Watson     | Argolas masculino            | 13.500       | 20º          | Não avançou         | Não avançou         |                        |                        |                        |                        |                        |                        |                        |                        |                        |                        |
| Robert Watson     | Salto masculino              | 14.950       | 24º          | Não avançou         | Não avançou         |                        |                        |                        |                        |                        |                        |                        |                        |                        |                        |
| Robert Watson     | Barras paralelas masculino   | 13.850       | 9º           | Não avançou         | Não avançou         |                        |                        |                        |                        |                        |                        |                        |                        |                        |                        |
| Robert Watson     | Barra fixa masculino         | 13.300       | 18º          | Não avançou         | Não avançou         |                        |                        |                        |                        |                        |                        |                        |                        |                        |                        |
| Robert Watson     | Individual geral masculino   | 82.350       | 11º          |                     |                     |                        |                        | 14.000                 | 15.050                 | 13.450                 | 10.700                 | 13.550                 | 12.900                 | 79.650                 | 17º                    |

### Ginástica rítmica
| Evento           | Atleta          | Qualificação | Qualificação | Qualificação | Qualificação | Qualificação | Qualificação | Final       | Final       | Final       | Final       | Final       | Final       |
| Evento           | Atleta          | Corda        | Arco         | Maças        | Fita         | Total        | Pos.         | Corda       | Arco        | Maças       | Fita        | Total       | Pos. final  |
| ---------------- | --------------- | ------------ | ------------ | ------------ | ------------ | ------------ | ------------ | ----------- | ----------- | ----------- | ----------- | ----------- | ----------- |
| Individual geral | Maria Kitkarska | 21.200       | 21.050       | 22.250       | 22.550       | 87.050       | 11º          | Não avançou | Não avançou | Não avançou | Não avançou | Não avançou | Não avançou |

| Evento      | Atleta                                                        | Qualificação | Qualificação | Qualificação | Qualificação | Final  | Final  | Final  | Final             |
| Evento      | Atleta                                                        | Arco         | Fita         | Total        | Pos.         | Arco   | Fita   | Total  | Pos. final        |
| ----------- | ------------------------------------------------------------- | ------------ | ------------ | ------------ | ------------ | ------ | ------ | ------ | ----------------- |
| Grupo geral | Katrina Cameron Melodie Omidi Anjelika Reznik Victoria Reznik | 20.850       | 20.300       | 41.150       | 4º           | 21.775 | 21.650 | 43.425 | Medalha de bronze |

### Ginástica de trampolim
| Evento    | Atleta         | Qualificação | Qualificação | Final   | Final |
| Evento    | Atleta         | Result.      | Pos.         | Result. | Pos.  |
| --------- | -------------- | ------------ | ------------ | ------- | ----- |
| Masculino | Curtis Gerein  | 62.400       | 8º           | 36.800  | 7º    |
| Feminino  | Mariah Madigan | 61.500       | 5º           | 35.600  | 4º    |

## Halterofilismo
| Evento                 | Atleta            | Peso corporal (kg) | Arranque (kg) | Arranque (kg) | Arranque (kg) | Arranque (kg) | Arremesso (kg) | Arremesso (kg) | Arremesso (kg) | Arremesso (kg) | Total (kg) | Pos. final |
| Evento                 | Atleta            | Peso corporal (kg) | 1             | 2             | 3             | Res.          | 1              | 2              | 3              | Res.           | Total (kg) | Pos. final |
| ---------------------- | ----------------- | ------------------ | ------------- | ------------- | ------------- | ------------- | -------------- | -------------- | -------------- | -------------- | ---------- | ---------- |
| Mais de 63 kg feminino | Prabdeep Sanghera | 69,25              | 78            | 78            | 82            | 82            | 93             | 97             | 97             | 93             | 175        | 11º        |

## Hipismo
| Evento            | Atleta                                                                         | Cavalo    | Preliminares | Preliminares | Preliminares | Preliminares | Preliminares | Preliminares | Final       | Final       | Pos. final |
| Evento            | Atleta                                                                         | Cavalo    | Rodada A     | Rodada A     | Rodada B     | Rodada B     | Rodada B     | Total A+B    | Penal.      | Tempo       | Pos. final |
| Evento            | Atleta                                                                         | Cavalo    | Penal. salto | Pos.         | Penal. salto | Penal. tempo | Total B      | Total A+B    | Penal.      | Tempo       | Pos. final |
| ----------------- | ------------------------------------------------------------------------------ | --------- | ------------ | ------------ | ------------ | ------------ | ------------ | ------------ | ----------- | ----------- | ---------- |
| Saltos individual | Dominique Shone                                                                | Roxy Girl | 0            | 1º           | 8            | 0            | 8            | 8            | Não avançou | Não avançou | 9º         |
| Saltos por equipe | Dominique Shone (como integrante da equipe América do Norte, Central e Caribe) | Roxy Girl | 16           | 6º           | 16           | 0            | 16           | 32           | Não avançou | Não avançou | 6º         |

## Judô
| Evento             | Atleta          | 1ª rodada                   | 1ª rodada repescagem          | 2ª rodada repescagem | Final repescagem A | Disputa pelo bronze A | Pos. final |
| ------------------ | --------------- | --------------------------- | ----------------------------- | -------------------- | ------------------ | --------------------- | ---------- |
| Até 52 kg feminino | Ecaterina Guica | ROM Alexandra Pop D 011-101 | ITA Odete Giuffrida D 000-012 | Não avançou          | Não avançou        | Não avançou           | --         |

| Evento         | Atleta                                                 | 1ª rodada              | 2ª rodada   | Semifinais  | Final       | Pos. final |
| -------------- | ------------------------------------------------------ | ---------------------- | ----------- | ----------- | ----------- | ---------- |
| Equipes mistas | Ecaterina Guica (como integrante da equipe Birmingham) | ZZX Equipe Cairo D 2-5 | Não avançou | Não avançou | Não avançou | 12º        |

## Lutas
| Evento                    | Atleta      | Preliminares                 | Preliminares            | Preliminares               | Preliminares | Disputa pelo 7º lugar       | Pos. final |
| Evento                    | Atleta      | 1ª rodada                    | 2ª rodada               | 3ª rodada                  | Pos.         | Oponente Resultado          | Pos. final |
| Evento                    | Atleta      | Oponente Resultado           | Oponente Resultado      | Oponente Resultado         | Pos.         | Oponente Resultado          | Pos. final |
| ------------------------- | ----------- | ---------------------------- | ----------------------- | -------------------------- | ------------ | --------------------------- | ---------- |
| Livre até 76 kg masculino | Dalton Webb | BLR Aliaksandr Hushtyn D 1-3 | TUR Resul Kalayci D 1-3 | UZB Dierbek Ergashev D 0-3 | 4º           | GUM Christopher Aguon V 4-0 | 7º         |

| Evento                   | Atleta        | Preliminares            | Preliminares             | Preliminares              | Preliminares | Final                 | Pos. final      |
| Evento                   | Atleta        | 1ª rodada               | 2ª rodada                | 3ª rodada                 | Pos.         | Oponente Resultado    | Pos. final      |
| Evento                   | Atleta        | Oponente Resultado      | Oponente Resultado       | Oponente Resultado        | Pos.         | Oponente Resultado    | Pos. final      |
| ------------------------ | ------------- | ----------------------- | ------------------------ | ------------------------- | ------------ | --------------------- | --------------- |
| Livre até 70 kg feminino | Dorothy Yeats | AUT Martina Kuenz V 3-0 | HUN Zsanett Németh V 3-0 | UKR Karyna Stankova V 3-1 | 1º           | KOR Moon Jin-Ju V 4-0 | Medalha de ouro |

| Evento                     | Atleta        | Preliminares              | Preliminares              | Preliminares                    | Preliminares | Disputa pelo 5º lugar        | Pos. final |
| Evento                     | Atleta        | 1ª rodada                 | 2ª rodada                 | 3ª rodada                       | Pos.         | Oponente Resultado           | Pos. final |
| Evento                     | Atleta        | Oponente Resultado        | Oponente Resultado        | Oponente Resultado              | Pos.         | Oponente Resultado           | Pos. final |
| -------------------------- | ------------- | ------------------------- | ------------------------- | ------------------------------- | ------------ | ---------------------------- | ---------- |
| Livre até 100 kg masculino | Parmvir Dhesi | RSA Andries Schutte V 3-0 | IND Satywart Kadian D 0-3 | CUB Abraham Conyedo Ruano D 0-3 | 3º           | MGL Onyunbold Enkhtugs D 1-3 | 6º         |

## Taekwondo
| Evento                  | Atleta        | 1ª rodada                 | Quartas-de-final               | Semifinais                    | Final       | Pos. final        |
| ----------------------- | ------------- | ------------------------- | ------------------------------ | ----------------------------- | ----------- | ----------------- |
| Até 49 kg feminino      | Melanie Phan  | EGY Nour Abdelsalam V 7-1 | SIN Nur Zakirah Zakaria V 15-6 | THA Worawong Pongpanit D 4-4+ | Não avançou | Medalha de bronze |
| Mais de 73 kg masculino | Stefan Bozalo | Sem oponente              | PER Christian Ocampo V 8-0     | GER Ibrahim Ahmadsei D 3-4    | Não avançou | Medalha de bronze |

## Tênis
| Evento            | Atleta             | 1ª rodada                               | Torneio de consolação              | Torneio de consolação               | Torneio de consolação               | Torneio de consolação | Pos. final |
| Evento            | Atleta             | 1ª rodada                               | 1ª rodada                          | Quartas-de-final                    | Semifinais                          | Final                 | Pos. final |
| Evento            | Atleta             | Oponente Resultado                      | Oponente Resultado                 | Oponente Resultado                  | Oponente Resultado                  | Oponente Resultado    | Pos. final |
| ----------------- | ------------------ | --------------------------------------- | ---------------------------------- | ----------------------------------- | ----------------------------------- | --------------------- | ---------- |
| Simples feminino  | Katarena Paliivets | DEN Mai Grage D 0-2 (4-6 e 4-6)         | ARG Agustina Sol Eskenazi V WO     | JPN Emi Mutaguchi D (0-3 abandonou) | Não avançou                         | Não avançou           | --         |
| Simples feminino  | Marianne Jodoin    | BEL An-Sophie Mestach D 0-2 (2-6 e 0-6) | SIN Stefanie Tan V 2-0 (6-4 e 7-5) | MNE Mia Radulović V WO              | JPN Sachie Ishizu D 0-2 (1-6 e 6-7) | Não avançou           | --         |
| Simples masculino | Pavel Krainik      | TPE Huan Liang-Chi D 0-2 (0-6 e 1-6)    | HUN Márton Fucsovics V WO          | MKD Stefan Micov D (3-4 abandonou)  | Não avançou                         | Não avançou           | --         |

| Evento            | Atleta                               | 1ª rodada                                                 | Quartas-de-final   | Semifinais         | Final              | Pos. final |
| Evento            | Atleta                               | Oponente Resultado                                        | Oponente Resultado | Oponente Resultado | Oponente Resultado | Pos. final |
| ----------------- | ------------------------------------ | --------------------------------------------------------- | ------------------ | ------------------ | ------------------ | ---------- |
| Duplas femininas  | Marianne Jodoin e Katarena Paliivets | DEN Mai Grage/ BLR Ilona Kremen D 0-2 (1-6 e 6-7)         | Não avançaram      | Não avançaram      | Não avançaram      | --         |
| Duplas masculinas | Pavel Krainik e BAR Darian King      | RUS Victor Baluda/ RUS Mikhail Biryukov D 0-2 (4-6 e 3-6) | Não avançaram      | Não avançaram      | --                 |            |

## Tiro
| Evento                      | Atleta            | Qualificação | Qualificação | Qualificação | Qualificação | Qualificação | Qualificação | Qualificação | Qualificação | Final | Final | Final | Final | Final | Final | Final | Final | Final | Final | Final       | Final | Final      |
| Evento                      | Atleta            | 1            | 2            | 3            | 4            | 5            | 6            | Total        | Pos.         | 1     | 2     | 3     | 4     | 5     | 6     | 7     | 8     | 9     | 10    | Total final | Total | Pos. final |
| --------------------------- | ----------------- | ------------ | ------------ | ------------ | ------------ | ------------ | ------------ | ------------ | ------------ | ----- | ----- | ----- | ----- | ----- | ----- | ----- | ----- | ----- | ----- | ----------- | ----- | ---------- |
| Pistola de ar 10 m feminino | Danielle Marcotte | 90           | 93           | 96           | 95           |              |              | 374          | 5º           | 9.7   | 10.7  | 9.0   | 10.4  | 9.4   | 9.3   | 10.8  | 9.0   | 8.6   | 10.0  | 96.9        | 470.9 | 4º         |

## Tiro com arco
| Evento               | Atleta                            | Qualificatória | Qualificatória | 1ª rodada                                  | Oitavas-de-final   | Quartas-de-final   | Semi-finais        | Final              | Pos. final |
| Evento               | Atleta                            | Resultado      | Pos.           | Oponente Resultado                         | Oponente Resultado | Oponente Resultado | Oponente Resultado | Oponente Resultado | Pos. final |
| -------------------- | --------------------------------- | -------------- | -------------- | ------------------------------------------ | ------------------ | ------------------ | ------------------ | ------------------ | ---------- |
| Individual masculino | Timon Park                        | 601            | 21º            | BAN Emdadul Haque Milon D 2-6              | Não avançou        | Não avançou        | Não avançou        | Não avançou        | --         |
| Equipes mistas       | Timon Park e GER Isabel Viehmeier |                |                | AUS Alice Ingley/ JPN Tsukushi Koiwa D 3-7 | Não avançaram      | Não avançaram      | Não avançaram      | Não avançaram      | --         |

## Triatlo
| Evento               | Triatleta                                                 | Natação | Transição 1 | Ciclismo | Transição 2 | Corrida | Tempo total   | Pos. |
| -------------------- | --------------------------------------------------------- | ------- | ----------- | -------- | ----------- | ------- | ------------- | ---- |
| Individual masculino | Brook Powell                                              | 8:50    | 0:32        | 30:00    | 0:25        | --      | Não completou | --   |
| Individual feminino  | Christine Ridenour                                        | 9:28    | 0:33        | 34:28    | 0:25        | 19:13   | 1:04:07.56    | 14º  |
| Revezamento misto    | Christine Ridenour (como integrante da equipe Américas 2) |         |             |          |             |         | 1:22:30.15    | 5º   |

## Vela
| Evento              | Atleta        | Regata | Regata | Regata | Regata | Regata | Regata | Regata | Regata | Regata | Regata | Regata | Regata | Total | Posição |
| Evento              | Atleta        | 1      | 2      | 3      | 4      | 5      | 6      | 7      | 8      | 9      | 10     | 11     | M      | Total | Posição |
| ------------------- | ------------- | ------ | ------ | ------ | ------ | ------ | ------ | ------ | ------ | ------ | ------ | ------ | ------ | ----- | ------- |
| Techno 293 feminino | Audrey Caron  | 17     | 17     | 13     | 17     | 18     | 11     | 17     | 16     | 14     | 17     |        | 16     | 155   | 17º     |
| Byte CII feminino   | Sarah Douglas | 13     | 16     | 10     | 15     | 16     | 9      | 11     | 11     | 11     | 4      | OCS    | 1      | 101   | 10º     |

Notas:
- M – Regata da Medalha
- OCS – On the Course Side of the starting line
- DSQ – Disqualified (Desclassificado)
- DNF – Did Not Finish (Não completou)
- DNS – Did Not Start (Não largou)
- BFD – Black Flag Disqualification (Desclassificado por bandeira preta)
- RAF – Retired after Finishing (Retirou-se após completar a prova)